# 布施文章
布施 文章（ふせ ふみあき）は日本の小説家・ライトノベル作家。

## 主な作品

### ライトノベル
- ノーブラッド（イラスト：会田孝信、『電撃文庫』、アスキー・メディアワークス）※デビュー作[1]
- 思い出したくもない人生最悪の96時間（『メディアワークス文庫』、KADOKAWA）